# Доведення стверджуванням
Доведення стверджуванням, яке іноді неофіційно називають доведенням повторенням твердження, є неформальною помилкою, в якій твердження неодноразово повторюється незалежно від протиріч та спростування. Іноді це може повторюватися, поки виклики не припиняться, дозволяючи прихильнику твердження стверджувати це як факт через відсутність заперечень (argumentum ad nauseam). У інших випадках повторення твердження може бути процитовано як доказ його істинності у варіанті помилок звернення до авторитету або апеляції до переконань.
Ця помилка іноді використовується як форма риторики політиками або під час дебатів-філібастера. У своїй крайній формі це також може бути формою промивання мізків. Сучасна політика містить багато прикладів доведення повторенням твердження. Цю практику можна спостерігати у використанні політичних гасел та поширенні "точок обговорення", які є збірками коротких фраз, які видаються членам сучасних політичних партій для декламації з метою досягнення максимального повторення повідомлення. Методика також іноді використовується в рекламі.